# Musa Audu
Musa Audu, nigerijski atlet, * 18. junij 1980.
Sodeloval je na atletskem delu poletnih olimpijskih igrah leta 2004.
Audu je trenutno pripadnik Kraljevega logističnega korpusa.